# Джейсен Рассел-Роу
Джейсен Рассел-Роу (англ. Jacen Russell-Rowe; нар. 13 вересня 2002, Торонто) — канадський футболіст, нападник клубу МЛС «Коламбус Крю» та національної збірної Канади. Володар Кубка МЛС і Кубка Ліг.

## Клубна кар'єра
Джейсен Рассел-Роу народився 2002 року в Торонто. Вихованець юнацьких команд футбольних клубів «Бремптон», «Торонто» та «Меріленд Террапінс». У професійному футболі дебютував 2019 року виступами за другу команду клубу «Торонто». З 2022 року Рассел-Роу грає у складі команди МЛС «Коламбус Крю». У складі команди з Колумбуса футболіст став володарем Кубка МЛС і Кубка Ліг. Станом на 14 листопада 2024 року відіграв за клуб 53 матчі в регулярному чемпіонаті.

## Виступи за збірні
У 2019 році Джейсен Рассел-Роу дебютував у складі юнацької збірної Канади, загалом на юнацькому рівні взяв участь у 7 іграх, відзначившись 4 забитими голами.
У 2023 році Рассел-Роу дебютував у складі національної збірної Канади. У складі збірної був учасником розіграшу Золотого кубка КОНКАКАФ 2023 року у США та Канаді, розіграшу Кубка Америки 2024 року у США. Станом на листопад 2024 року зіграв у складі збірної 7 матчів, у яких забитими м'ячами не відзначився.

## Титули і досягнення
- Володар Кубка МЛС (1):

«Коламбус Крю»: 2023
- Переможець Кубка Ліг (1):

«Коламбус Крю»: 2024